# Caloian
Caloian ist eine rumänische Regenzeremonie, die in gewisser Hinsicht dem bulgarischen Paparuda- und dem serbischen Dodola-Ritual ähnelt. Man findet sie vor allem in der südrumänischen Walachei. Der Ursprung dieses Rituals ist vermutlich vor der Christianisierung anzusetzen, obwohl es an den Zeitraum des orthodoxen Osterfestes geknüpft wird.
Das Ritual wird am Frühlingsbeginn als Fruchtbarkeitsritual vollzogen bzw. zu einem anderen Zeitpunkt bei großer Dürre oder heftigem Regenfall. Junge Mädchen stellen dazu einige Tonpuppen her, die überwiegend männliche Figuren darstellen. Je nach Zweck des Rituals heißen sie „Vater der Sonne“ oder „Mutter des Regens“. Die Puppe wird eingekleidet, auf ein Holzbrett oder in einen Sarg aus Baumrinde gesetzt und nach Art der traditionellen Begräbniszeremonie mit Blumen geschmückt.
Ein Zug mit Kindern führt dann durch die Felder, um Wasserläufe und Brunnen herum, bis zur Begräbnisstätte des Caloian. Nach drei Tagen wird der Caloian wieder ausgegraben, zum Dorf zurückgebracht und es wird weiter gebetet, bis er schließlich auf einem Floß auf einem Fluss oder See ausgesetzt bzw. in einen Brunnen geworfen wird.
Am Ende dieser Zeremonie backen die jungen Mädchen, die die Zeremonie veranstaltet haben, einen besonderen Kuchen namens ghismán oder ghizman (wohl von Getsemani, da das Ritual mit der Osterzeit verbunden war), der mit den übrigen Kindern geteilt wird.